# Autol
Autol tỉnh và cộng đồng tự trị La Rioja, phía bắc Tây Ban Nha. Đô thị này có diện tích là 85,28 ki-lô-mét vuông, dân số năm 2009 là 4.359 người với mật độ 51,11 người/km². Đô thị này có cự ly 58 km so với Logroño.